# Maârê Sobekhotep
Maârê Sobekhotep IX est un hypothétique roi de la Deuxième Période intermédiaire, soit de la XIIIe dynastie, soit de la XVIe. Son règne est attesté par trois scarabées.
Le nom de ce souverain peut également être trouvé dans les lignes perdues — en raison de la nature fragmentaire du document (colonnes 6 et 7) — du Canon royal de Turin.
Jürgen von Beckerath et Claude Vandersleyen le placent tout à la fin de la XIIIe dynastie. Ni Ryholt ni Siesse ne le citent,.